# Stazione di Madrid-Puerta de Atocha-Almudena Grandes
La stazione di Madrid-Puerta de Atocha-Almudena Grandes  è la principale stazione ferroviaria a servizio di Madrid, in Spagna.
È servita da AVE, Cercanías e treni Intercity.

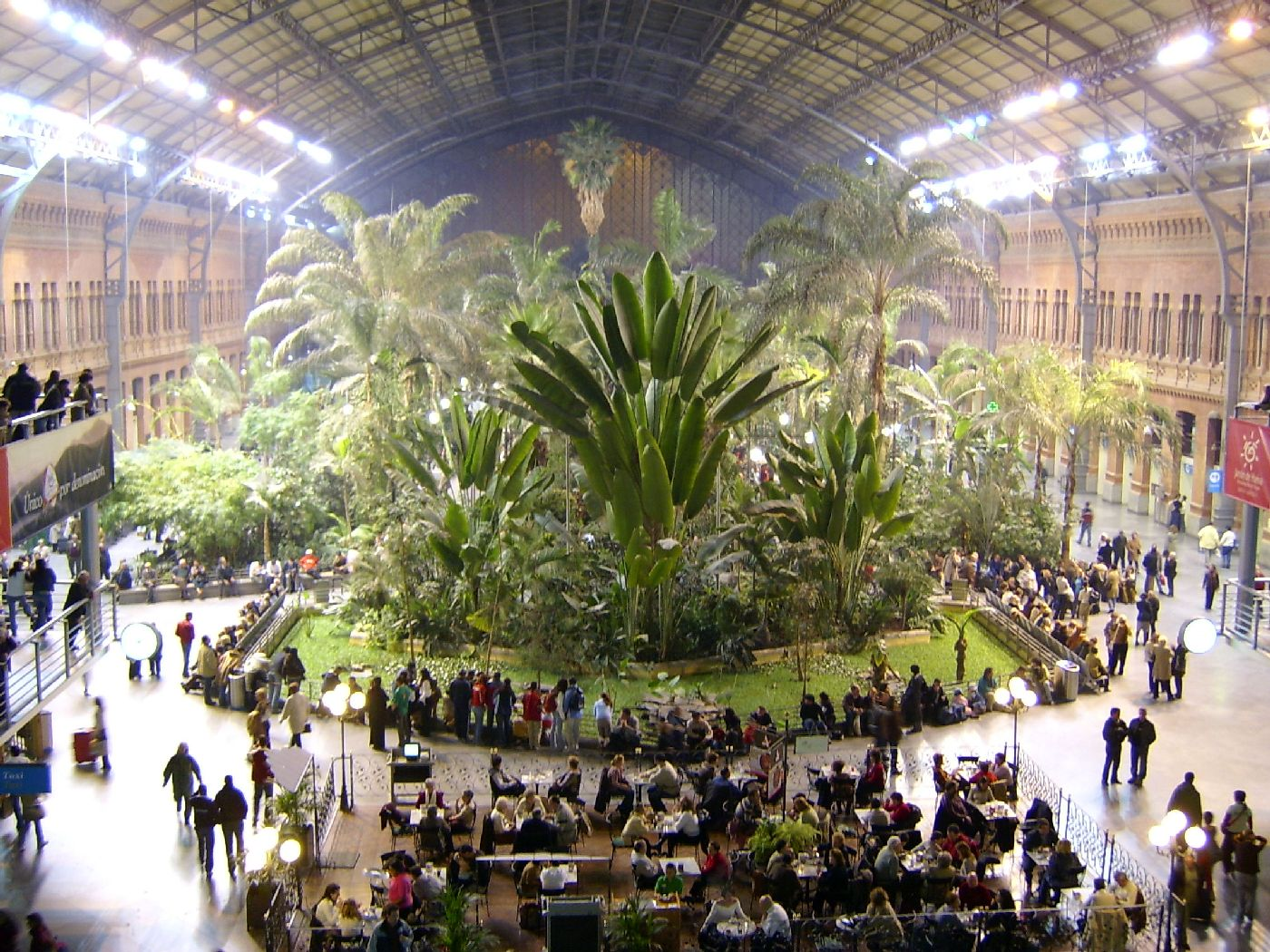
La serra costruita sopra ai vecchi binari nel 2004.

L'attuale stazione venne costruita tra il 1985 e il 1992 l'apertura all'esercizio avvenne nel 1992 in contemporanea con la linea ad alta velocità Madrid-Siviglia mentre la stazione originaria (aperta nel 1851) fu soppressa nel 1992 e il piazzale binari venne convertito in una serra.
La stazione è stata il principale teatro di alcuni degli attentati dell'11 marzo 2004.